# SexyBack
SexyBack ist ein Lied des US-amerikanischen Sängers Justin Timberlake, in Kooperation mit dem Hip-Hop-Musiker Timbaland, aus dem Jahr 2006.

## Entstehung und Veröffentlichung
Das Lied wurde von den Interpreten, gemeinsam mit Nate Hills (Danja), geschrieben beziehungsweise komponiert und produziert.
Die Erstveröffentlichung von SexyBack erfolgte als Airplay am 18. Juli 2006. Vier Wochen später erschien SexyBack erstmals als Single am 12. August 2006. Am 8. September 2006 erschien SexyBack als Teil von Justin Timberlakes zweitem Studioalbum FutureSex/LoveSounds.

## Musikvideo
Das Musikvideo entstand unter der Regie von Michael Haussman und verzeichnete bis August 2023 über 280 Millionen Aufrufe auf YouTube.

## Rezeption

### Chartplatzierungen
| ChartsChartplatzierungen       | Höchstplatzierung | Wochen |
| ------------------------------ | ----------------- | ------ |
| Deutschland (GfK)              | 1 (27 Wo.)        | 27     |
| Österreich (Ö3)                | 5 (30 Wo.)        | 30     |
| Schweiz (IFPI)                 | 2 (44 Wo.)        | 44     |
| Vereinigte Staaten (Billboard) | 1 (36 Wo.)        | 36     |
| Vereinigtes Königreich (OCC)   | 1 (40 Wo.)        | 40     |

| ChartsJahrescharts (2006)      | Platzierung |
| ------------------------------ | ----------- |
| Deutschland (GfK)              | 21          |
| Österreich (Ö3)                | 46          |
| Schweiz (IFPI)                 | 22          |
| Vereinigte Staaten (Billboard) | 9           |
| Vereinigtes Königreich (OCC)   | 10          |

| ChartsJahrescharts (2007)      | Platzierung |
| ------------------------------ | ----------- |
| Vereinigte Staaten (Billboard) | 63          |

| ChartsJahrescharts (2000–2009) | Platzierung |
| ------------------------------ | ----------- |
| Vereinigte Staaten (Billboard) | 60          |

### Auszeichnungen für Musikverkäufe
| Land/Region                  | Auszeichnungen für Musikverkäufe (Land/Region, Auszeichnung, Verkäufe) | Verkäufe  |
| ---------------------------- | ---------------------------------------------------------------------- | --------- |
| Australien (ARIA)            | 5× Platin                                                              | 350.000   |
| Dänemark (IFPI)              | Platin                                                                 | 8.000     |
| Deutschland (BVMI)           | Platin                                                                 | 300.000   |
| Kanada (MC)                  | 3× Platin (Single) · + 6× Platin (Ringtone)                            | 300.000   |
| Italien (FIMI)               | Platin                                                                 | 100.000   |
| Neuseeland (RMNZ)            | Platin                                                                 | 15.000    |
| Spanien (Promusicae)         | Gold                                                                   | 30.000    |
| Südkorea (KMCA)              | —                                                                      | 157.323   |
| Vereinigte Staaten (RIAA)    | 2× Platin (Single) · + 3× Platin (Mastertone)                          | 5.000.000 |
| Vereinigtes Königreich (BPI) | 2× Platin                                                              | 1.200.000 |
| Insgesamt                    | 1× Gold · 25× Platin ·                                                 | 7.460.323 |

Hauptartikel: Justin Timberlake/Auszeichnungen für Musikverkäufe